# Lobenlinie

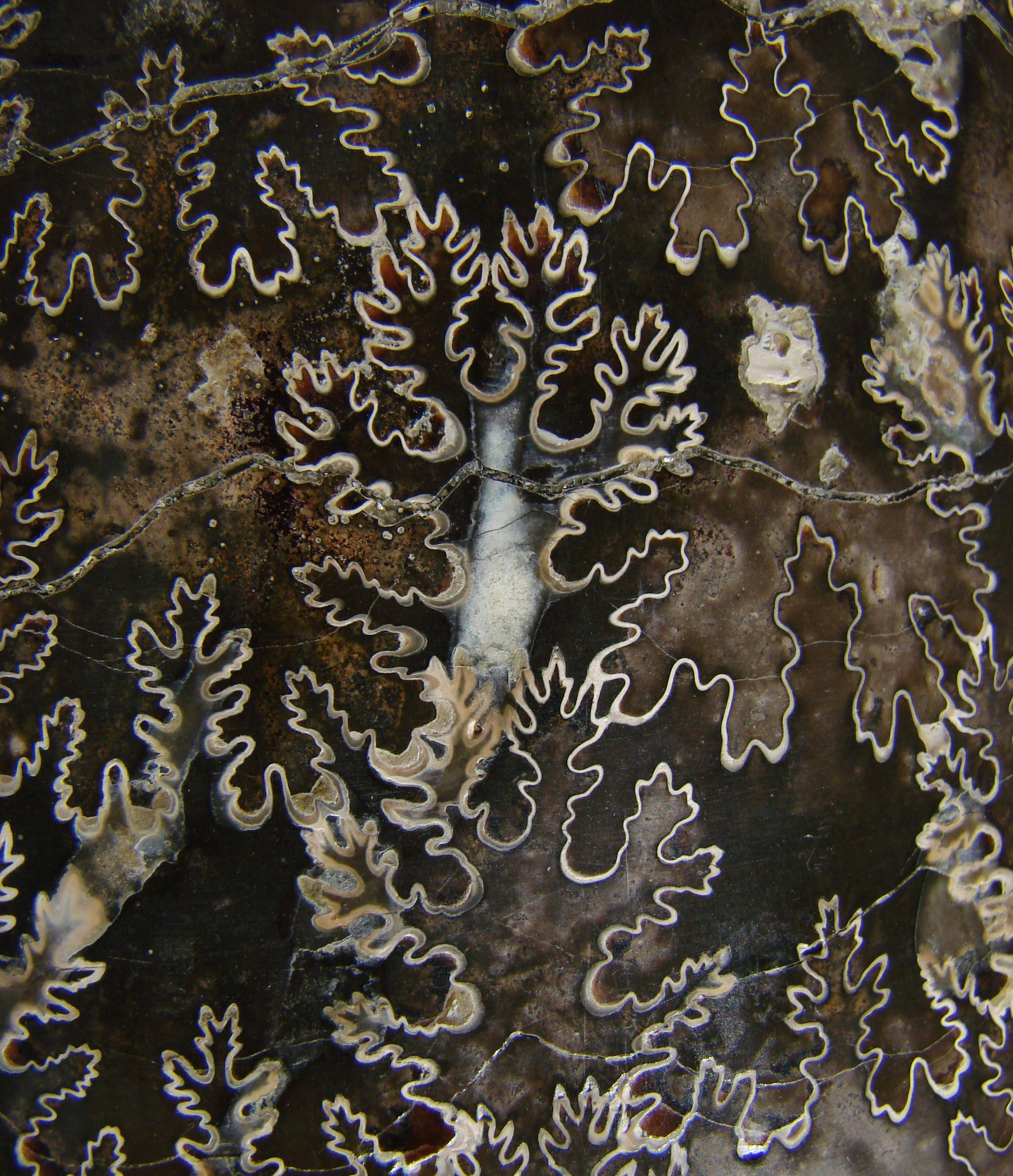
Lobenlinie eines Ammoniten

Lobenlinien sind bei fossilen Ammonoideen und Nautiloideen die Nähte zwischen der Gehäusewand und den Kammerscheidewänden (Septen). Die Lobenlinie ist bei den fossilen Arten unmittelbar nach Entfernung der Schale an den Steinkernen sichtbar. Ihre Form ist die wichtigste Eigenschaft der Ammonitenschale zur Unterscheidung der verschiedenen Arten der Ammonoideen. Die Lobenlinie ist meist wellig. Die zur Mündung (vorn) hin laufenden Krümmungen bezeichnet man als Sättel, die von der Mündung weg (hinten) spitz zulaufenden Enden als Loben. Die Lobenlinie wird aufgerollt dargestellt, sie beginnt am konvexen Außenrand der Schale und endet am konkaven Innenrand der Windung. Besonders die zunehmende Komplizierung der Septenverfaltung der Ammoniten ist Gegenstand der Untersuchung. Dabei bieten sich zwei Interpretationen an:
- Septen werden als wichtige Stützelemente für den Phragmokon aufgefasst. Die wellblechartige Verfaltung der Septen soll demnach helfen, dem von außen auf den Phragmokon gerichteten hydrostatischen Druck entgegenzuwirken.
- Septenverfaltung kommt wegen der Oberflächenvergrößerung dem Tauchverhalten zugute. Hier soll die Verfaltung der Septen den Transport der Kammerflüssigkeit beschleunigen und bessere Abtauch- und Auftauch-Geschwindigkeiten ermöglichen.

## Unterscheidung

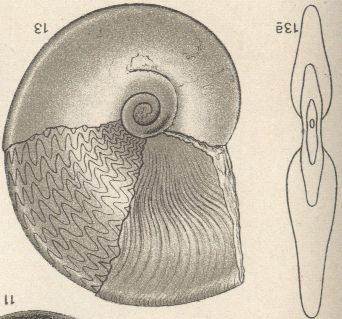
Goniatitische Lobenlinie

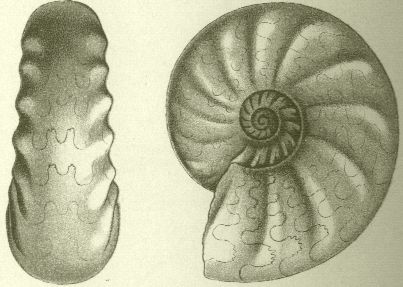
Ceratitische Lobenlinie

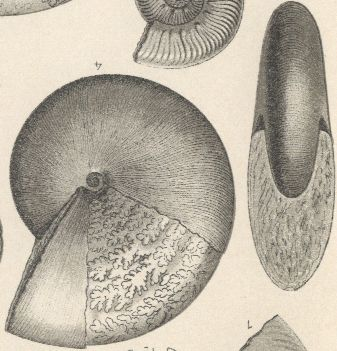
Ammonitische Lobenlinie

Man unterscheidet folgende Arten der Lobenlinie:
- Prosutur: die Lobenlinie der glatten oder ovalen Anfangskammer
- Primärsutur: erste typische Lobenlinie der ersten Luftkammer im ontogenetischen Entwicklungsgang des Ammoniten
- Sekundärsutur: entsteht aus der Primärsutur durch Vermehrung der Loben

Trotz der Vielfalt der Ammoniten und der Ausbildung der Lobenlinien sind drei Typen erkennbar, die jedoch erdgeschichtlich keine eindeutige Entwicklungsreihe darstellen. Ursprünglich wurden die drei Großgruppen einer zeitlichen Abfolge gleichgesetzt: Goniatiten (Palaeoammonoidea) im Devon bis Perm, Ceratiten (Mesoammonoidea) in der Trias und Ammoniten (Neoammonoidea) im Jura und der Kreide. Diese ursprüngliche, einfache Untergliederung ist jedoch nicht mehr aufrechtzuerhalten, da ceratitische und goniatitische Lobenlinien auch in der Kreide und ammonitische Lobenlinien auch im Perm vorhanden sind. Die neue Gliederung basiert auf der Phylogenie der Primärsutur: Devon bis Perm mit einer dreilappigen (trilobaten) Primärsutur (ELI, Bedeutung der Abkürzungen siehe weiter unten), Trias mit einer vierlappigen (quadrilobaten) Primärsutur (ELUI) und Jura mit einer fünflappigen (quinquelobaten) Primärsutur (ELU2U1I). In der Kreide findet man drei verschiedene Formen: quadrilobat, quinquelobat und sexlobat (sechslappig, ELU2U3U1I).
Die drei Typen der Lobenlinien sind nach der Kompliziertheit gegliedert:
- Goniatiten-Form: Sutur wellenförmig gebogen oder geknickt; keine Zerschlitzung der Loben
- Ceratiten-Form: ganzrandige Sättel, Loben nach hinten gezahnt
- Ammoniten-Form: in hohem Maße verästelte Sättel und Loben

Je nach Lage auf dem Gehäuse werden verschiedene Abschnitte der die Lobenlinie verursachenden Wellungen der Scheidewand mit eigenen Namen bezeichnet. Bedeutung für die Bestimmung der Ammonoideen haben vor allem die Loben:
- Extern-Lobus an der Außenseite über dem Kiel des Gehäuses (E)
- Adventiv-Lobus zwischen Extern- und Lateral-Lobus, manchmal mehrere (A1, A2 usw.)
- Lateral-Lobus auf der Seitenfläche, meist deutlich größer als die Umbilikal-Loben (L)
- Umbilikal-Lobus zwischen Lateral-Lobus und Intern-Lobus, oft mehrere (U1, U2, U3 usw.)
- Intern-Lobus auf der Innenseite der Gehäusewindung (I)

Eingebürgert hat sich die Kurzbezeichnung der vorhandenen Loben durch die Lobenformel, die die vorkommenden Loben zusammenfasst. So besitzt zum Beispiel die Gattung Discoclymenia aus dem Oberdevon die Lobenformel EA3A2A1LUI.